# Nyisztor Zoltán
Nyisztor Zoltán László (Debrecen, 1893. december 25. – Róma, 1979. december 4.) katolikus teológus, pap, szerkesztő, újságíró.

## Élete
Édesapja Nyisztor Mihály (1861-1914), MÁV főkalauz, édesanyja Nógrádi Emma volt. Nyisztor Zoltánnak két testvére volt: Mihálka Zoltánné Nyisztor Etelka és Nyisztor Tibor.
A római Collegium Germanicum-Hungaricumban végezte el a teológiát, hazatérve előbb tanárként dolgozott, majd a szatmári püspök mellett teljesített szolgálatot. 
1919-ben Budapestre költözött, ahol megismerkedett Bangha Bélával. A Magyar Kultúra, a Nemzeti Újság és az Új Nemzedék c. lapokban jelentek meg hitvédő írásai. Lelkigyakorlatos körutakat is tartott, Bangha Bélával pedig missziós körutat is tett Dél-Amerikában. 
A '30-as években számos írása jelent meg, amelyekben a szekták ellen vette fel a harcot. Bangha Béla halála után megírta barátja életrajzát Bangha Béla élete és műve címmel. 
A második világháború után a nyilasokkal való rokonszenvezése és antibolsevista megnyilvánulásai miatt letartóztatták, megverték, majd börtönbe zárták, csak több hónap múlva került szabadlábra. Kiszabadulva előbb Rómába emigrált, majd Spanyolországban élt, ahonnan először Kolumbiába, aztán Venezuelába  költözött és az ott élő magyarok közt lelkipásztorkodott. Végül visszatért Rómába, itt élte le élete hátralevő részét.

## Művei
- A szociális kérdés; Simon Ny., Szatmár, 1919 (Világnézeti kérdések)
- Baptisták és adventisták; Szt. István Társulat, Bp., 1925 (Keresztény kis könyvtár)
- Modern babonák,  Archiválva 2018. december 6-i dátummal a Wayback Machine-ben (tanulmány, Bp. 1926)
- Szekták Magyarországon (tanulmány, Bp., 1926)
- Baptisták; Szt. István Társulat, Bp., 1927 (A magyar nép könyvtára)
- Adventisták; Szt. István Társulat, Bp., 1927 (A magyar nép könyvtára)
- Nazarénusok; Szt. István Társulat, Bp., 1927 (A magyar nép könyvtára)
- Az üdvhadsereg (tanulmány, Bp., 1928)
- Millenisták vagy bibliakutatók; Szt. István Társulat, Bp., 1928 (A magyar nép könyvtára)
- Neumann Teréz, a stigmatizált. A konnersreuthi események tudományos megvilágításban; Szt. István Társulat, Bp., 1929
- Felhőkarcolók, őserdők, hazátlanok. Délamerikai utiképek; Palladis, Bp., 1935
- Magyar Góg Archiválva 2018. december 6-i dátummal a Wayback Machine-ben (Bp. 1936)
- Mandarinok, kulik és misszionáriusok Archiválva 2018. december 6-i dátummal a Wayback Machine-ben (útirajzok, Bp., 1937)
- Kalandozás a Balkánon; Franklin, Bp., 1940 (Világjárók. Utazások és kalandok)
- Bangha Béla élete és műve Archiválva 2018. december 6-i dátummal a Wayback Machine-ben (Bp., 1941)
- En las ganas del espionaje ruso (Madrid, 1951)
- Ötven esztendő. Századunk katolikus megújulása Archiválva 2018. december 6-i dátummal a Wayback Machine-ben (Bécs, 1962)
- Vallomás magamról és kortársaimról (Róma, 1969)
- Ami a Vallomásból kimaradt (visszaemlékezések, útijegyzetek, Róma, 1971)
- Idegen az idegenben (visszaemlékezések, München, 1973)
- Jézus földi élete (tanulmány, München, 1975)
- A dzsungel indiói; Vörösváry, Toronto, 1978
- Párhuzamos napló. Weöres Sándor és Nyisztor Zoltán keleti útja; összeáll., szöveggond., utószó Steinert Ágota; Terebess, Bp., 1998
- Villanások egy összedőlt világból. Naplójegyzetek Magyarországról és az emigrációból; szerk. Szakács Árpád; Kárpátia Stúdió, Köröstarkány–Balatonfőkajár–Bp., 2023
- Egy összedőlt világ romjain. Naplójegyzetek Magyarországról és az emigrációból; szerk. Szakács Árpád, szöveggond. Tompó László; Kárpátia Stúdió, Köröstarkány–Balatonfőkajár–Bp., 2023

## Életrajza
- Adriányi Gábor–Csíky Balázs: Nyisztor Zoltán (Budapest, Argumentum Kiadó, 2005)